# Efterforskningsboring
Med 3-4 efterforskningsboringer vil det ofte være muligt at få klarhed over størrelsen og kvaliteten på en eventuel forekomst af naturgas og råolie i undergrunden.